# فونشال
فُنْشَال أو (نقحرة: فونشال بالبرتغالية: Funchal) مدينة برتغالية وعاصمة منطقة حكم ذاتي لجزر ماديرا.

## الجغرافية
تقع مدينة فُنشال في الجزء الجنوبي الشرقي لجزيرة ماديرا، منشأ هذه الجزر هو ناتج عن النشاط البركاني الذي بدأ حوالي 19 مليون سنة، بورتو سانتو منذ 8 ملايين سنة، وماديرا 5 ملايين سنة.

## السكان
يبلغ عدد سكان المدينة حوالي (130,000 نسمة) ويشكلون ما نسبته 45 ٪ من السكان مع كثافة تصل إلى 1,500 نسمة لكل كيلو متر مربع. ويقع فيها الجزء الأكبر من الفنادق يتكلمون اللغة البرتغالية وهناك بعض من السكان يتكلمون اللغة الأستورية والتي تعتبر لغة رسمية. تعتبر الجالية البرازيلة أكبر الجاليات في المدينة وجزر ماديرا.

## الاقتصاد
تعتبر الزراعة والصيد إلى جانب السياحة، إحدى المقومات الأساسية لاقتصاد المدينة، فعلى مرّ القرون، جذب العنبر صيادي الحيتان من كل الدول إلى المحيط الأطلسي. واستقروا في «فُنشال» وجوارها، أما عن السياحة، تستقبل المدينة الزوار من جميع أنحاء أوروبا وأمريكا الجنوبية على مدار السنة، الذين يسعون إليها لليونة مناخها. جملة من المشاهير زارو الجزيرة من بينهم إمبراطورة النمسا، سيسي، وتشارلز الأول، آخر إمبراطور في النمسا، الذي توفي في فُنشال سنة 1924، وونستون تشرشل. كما تعتمد كذلك على الزراعة مع التركيز بصفة خاصة على العنب الخاص بالخمر ، الجزر تشتهر بإنتاجها ل نبيذ ماديرا. كما تنتج الموز، الفواكه الاستوائية وشبه الاستوائية (المانجو، والبابايا، والأناناس). قصب السكر، البن. أشجار النخيل وجوز الهند.

## المرافق
يوجد في المدينة عدد كثير من المرافق العامة بالإضافة إلى الأسواق والماركات العالمية وأيضا يوجد فيها العديد من الفنادق، ولدى المدينة مطار هو مطار فُنشال الذي تم تحديثه في عام 2003.

## مشاهير
ينتمي للمدينة نجم نادي النصر السعودي وكابتن منتخب البرتغال كريستيانو رونالدو أفضل لاعب في العالم لخمسة أعوام 2008 و 2013 و 2014 و 2016 و 2017.

## بانوراماعن مدينة فُنشال

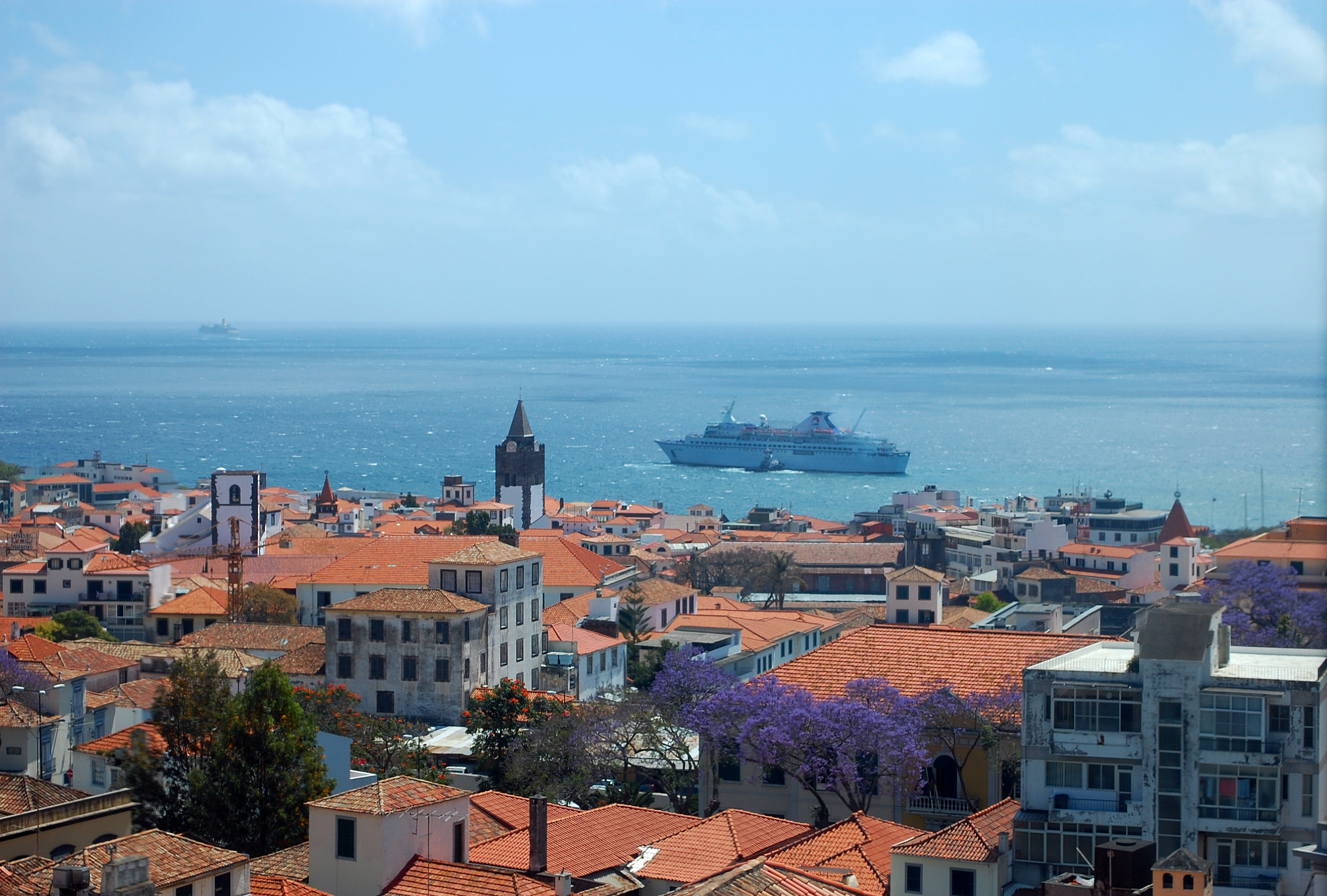
عرض من لارغو داس غروزس
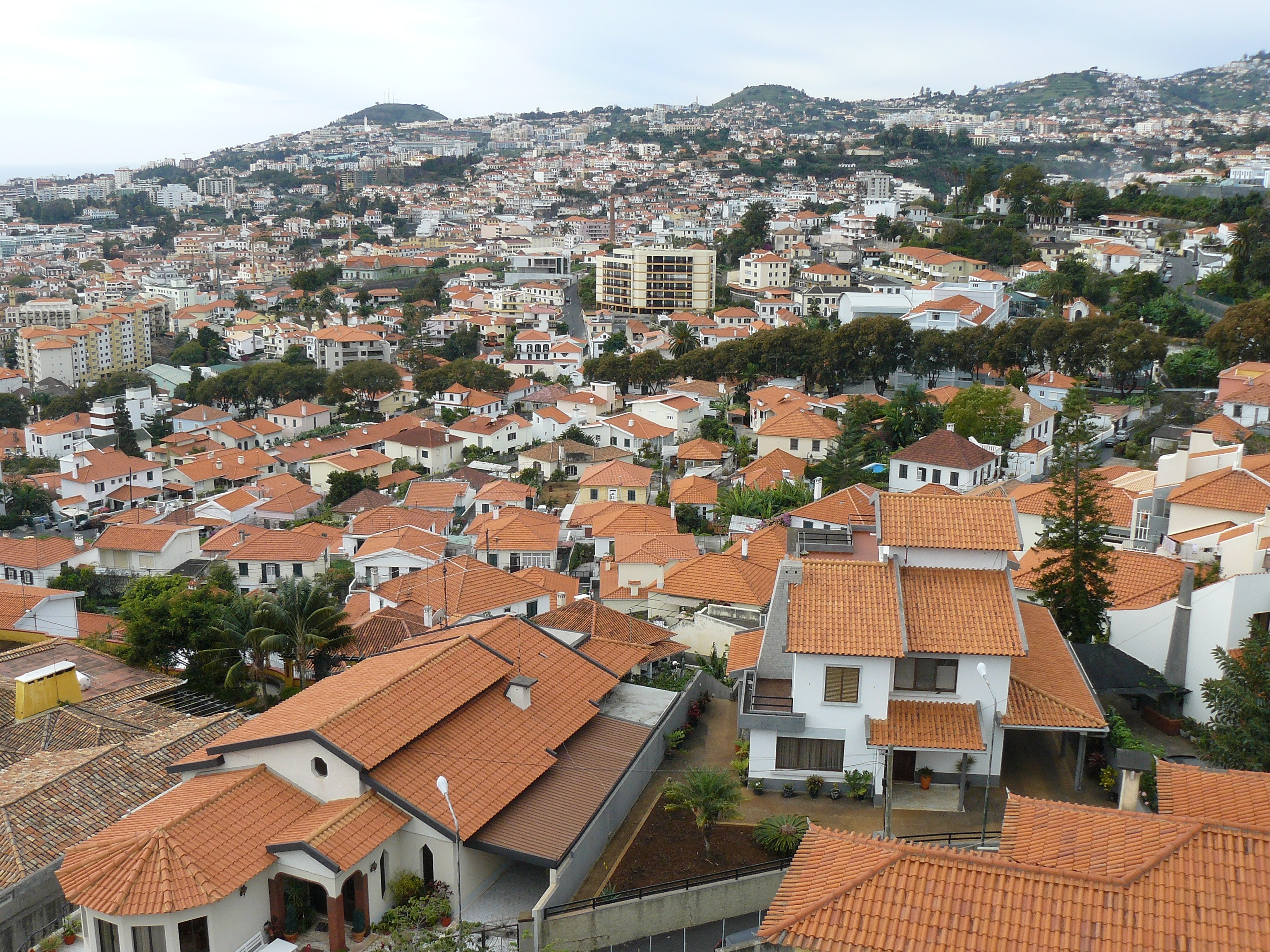
حديقة النباتات ديبوس جاردان
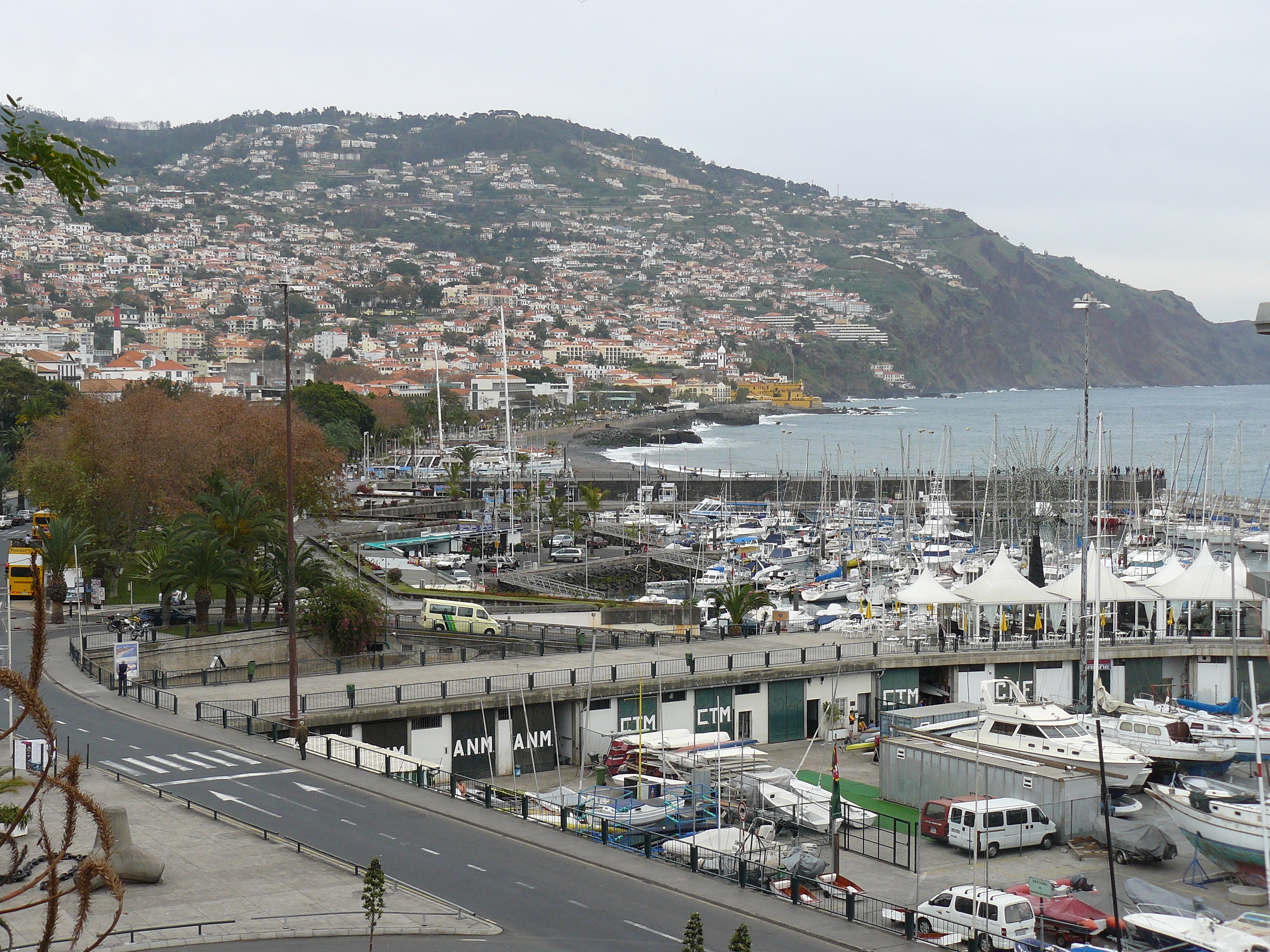
عرض من سانتا كاتارينا بارك
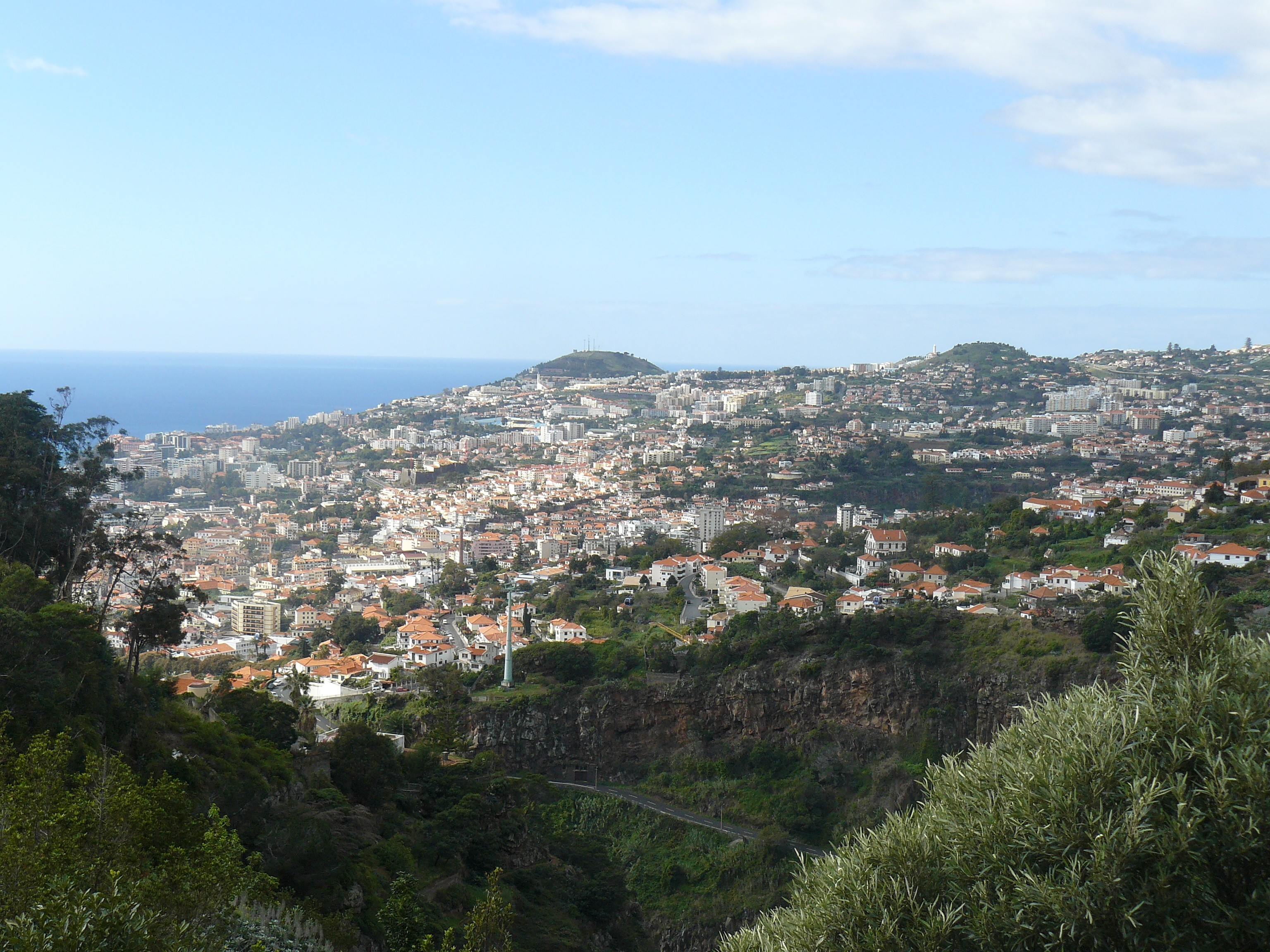
حديقة النباتات
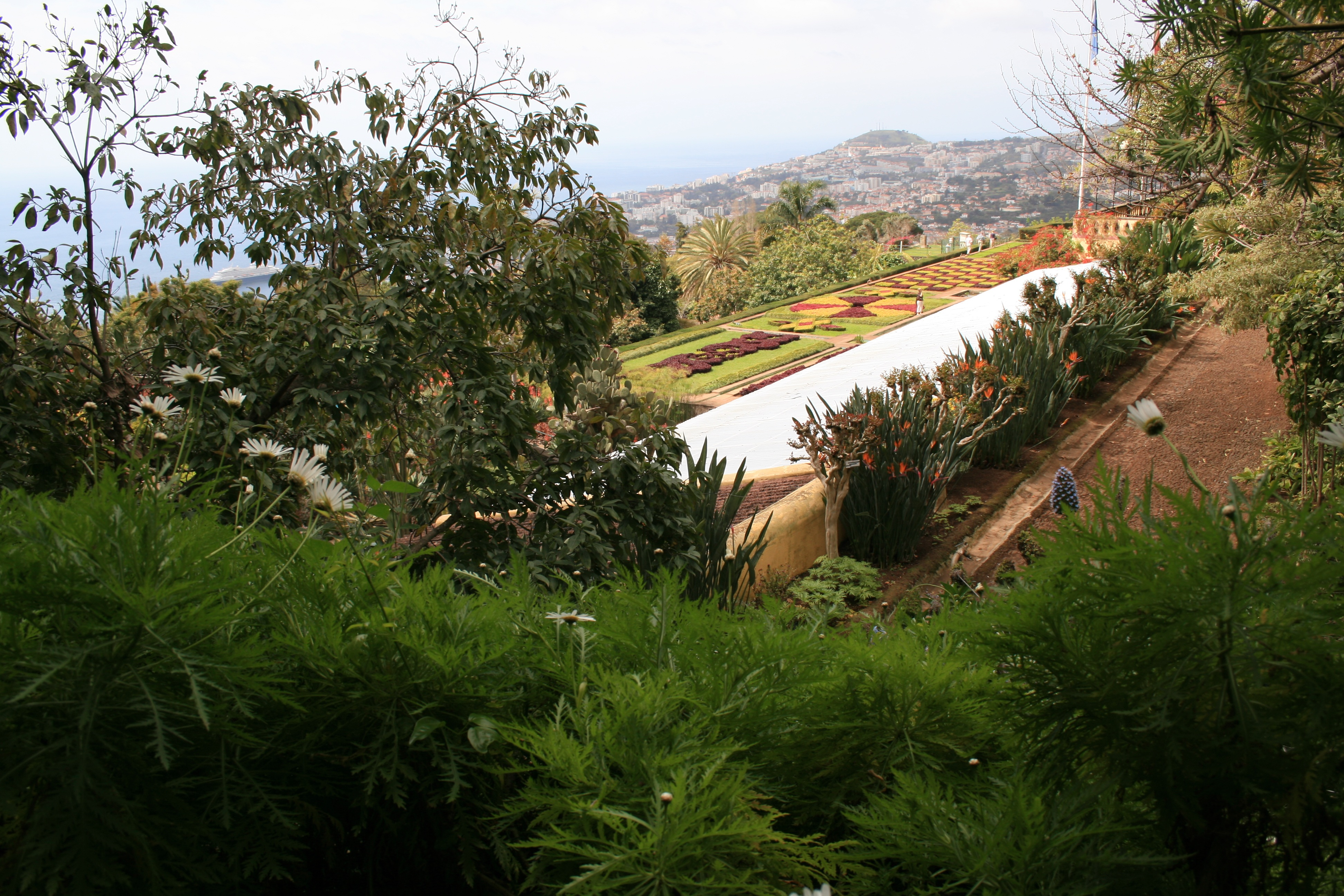
حديقة بوتانيغو
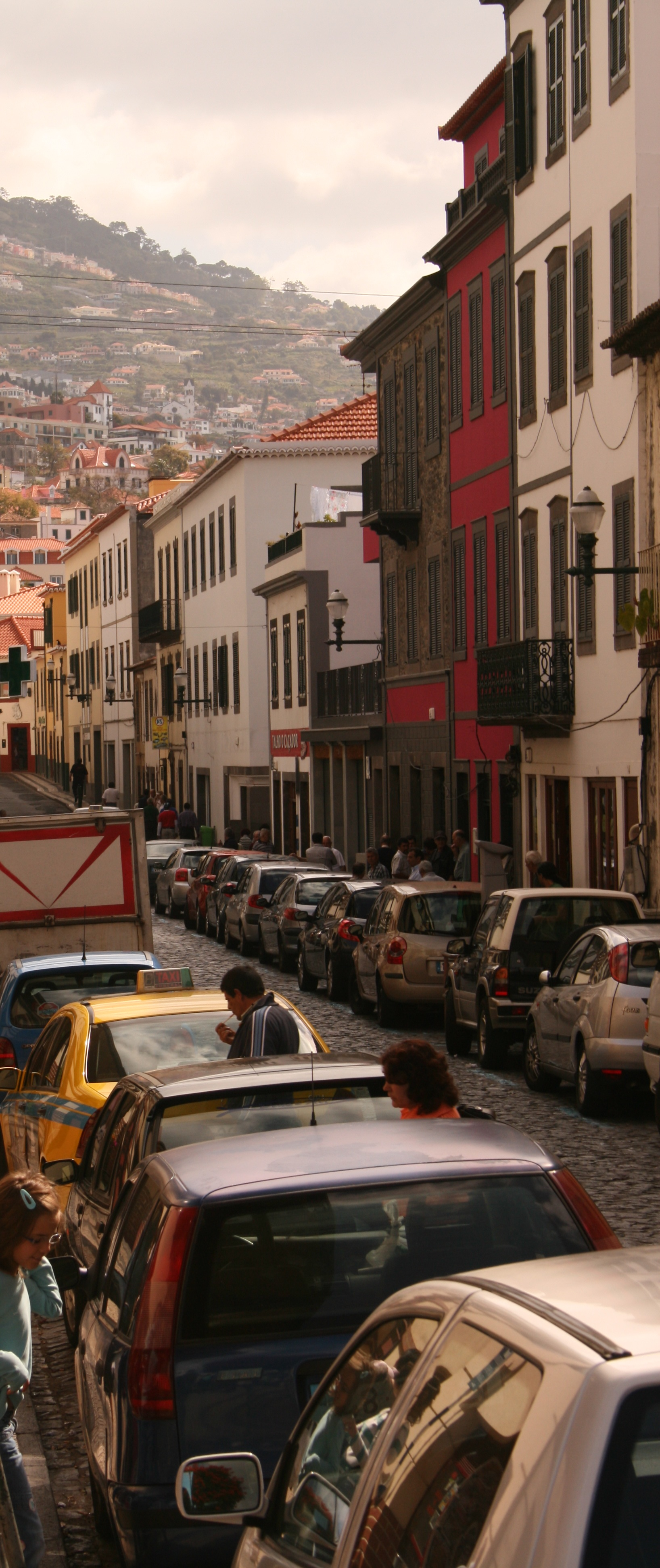
شارع فُنشال
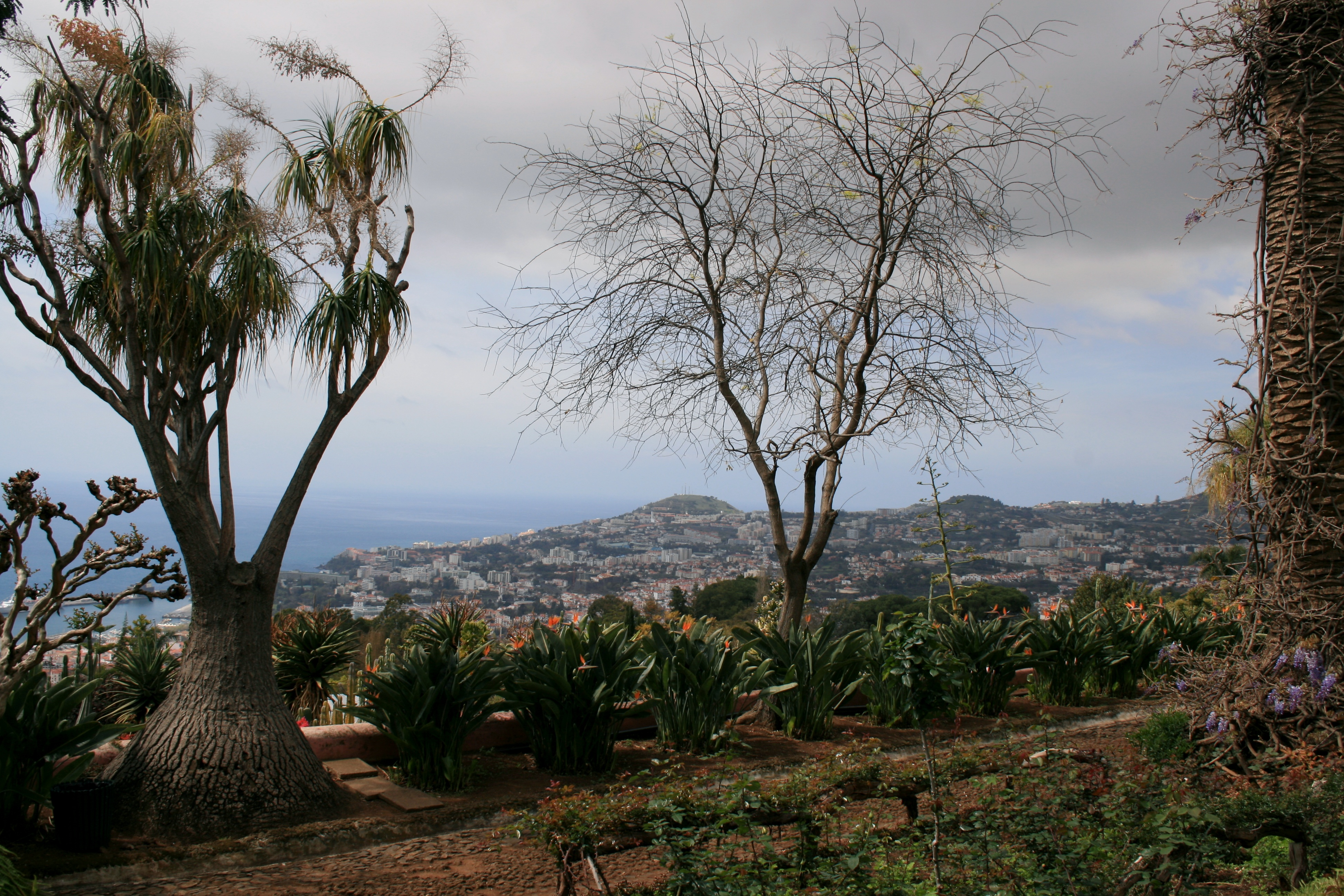
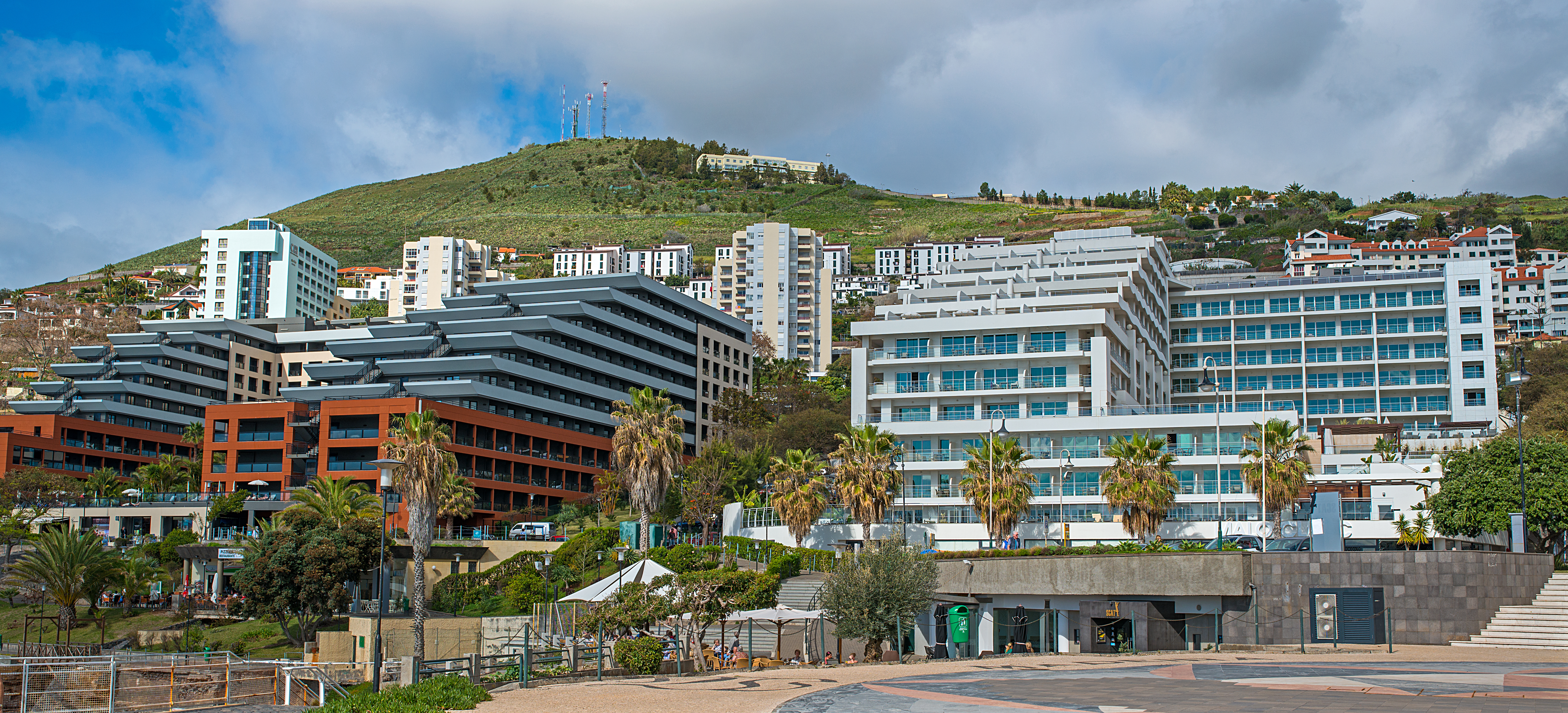
فنادق في فُنشال
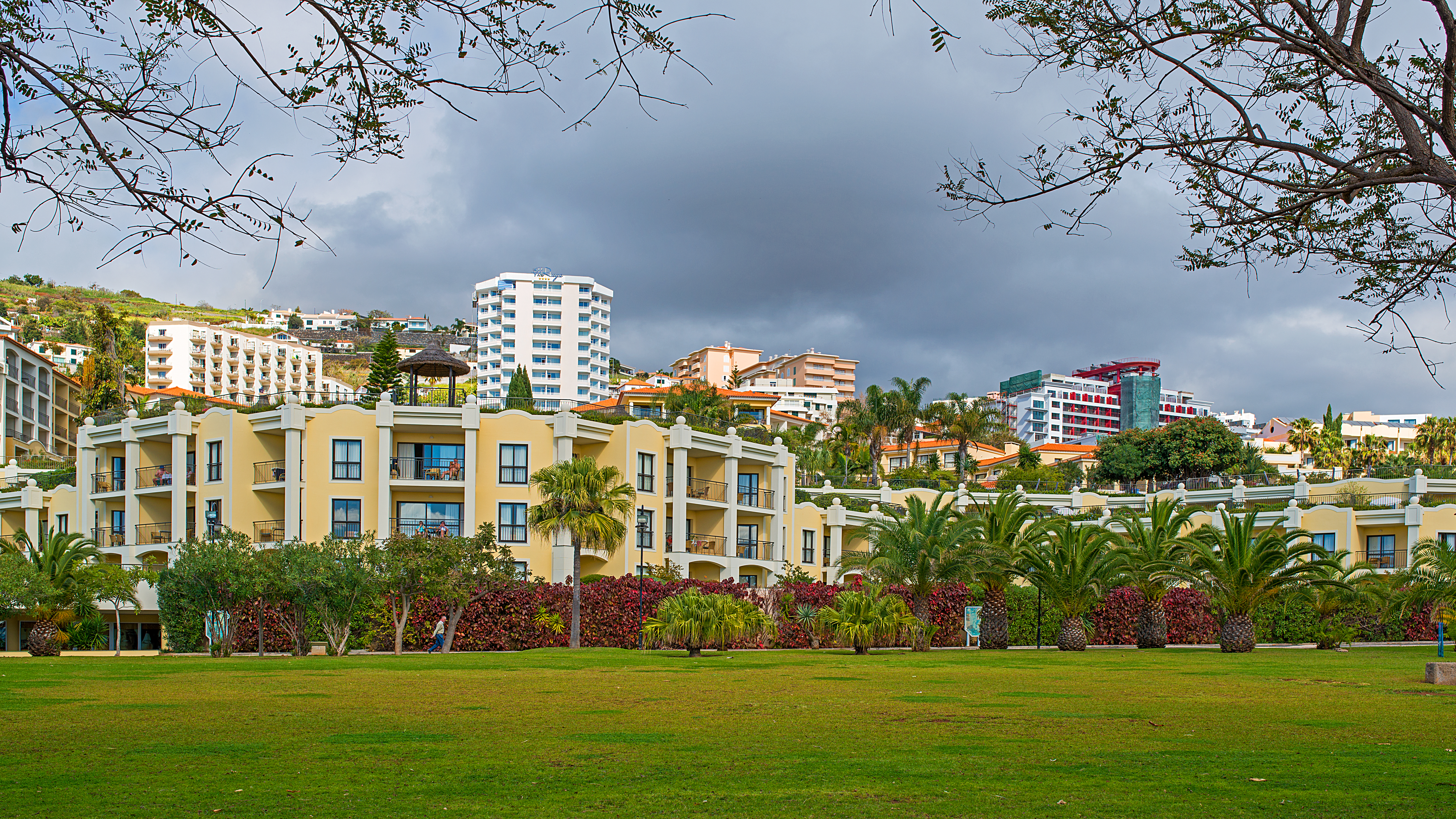
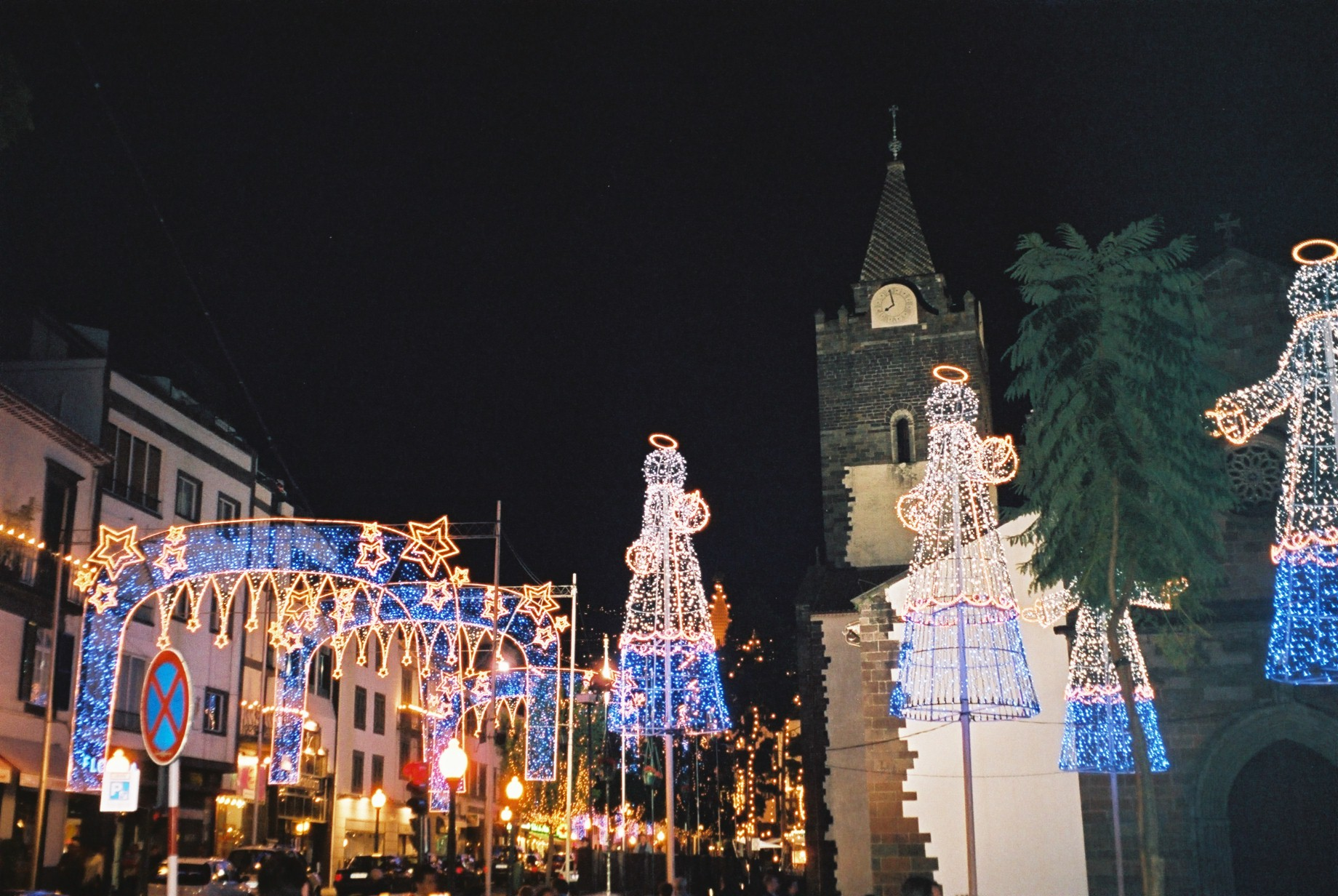
إحتفالات عيد الميلاد في فُنشال
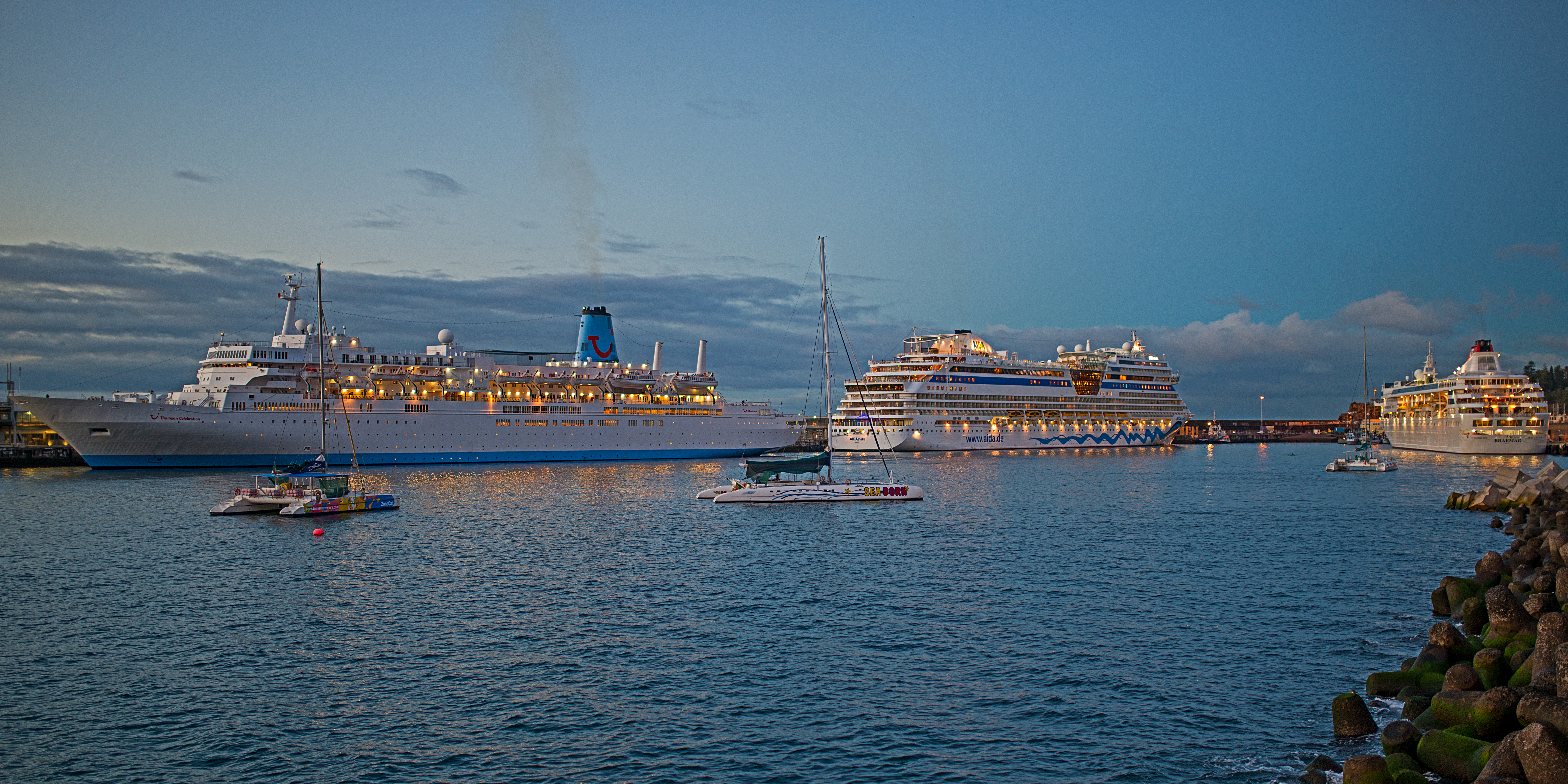
ميناء فُنشال
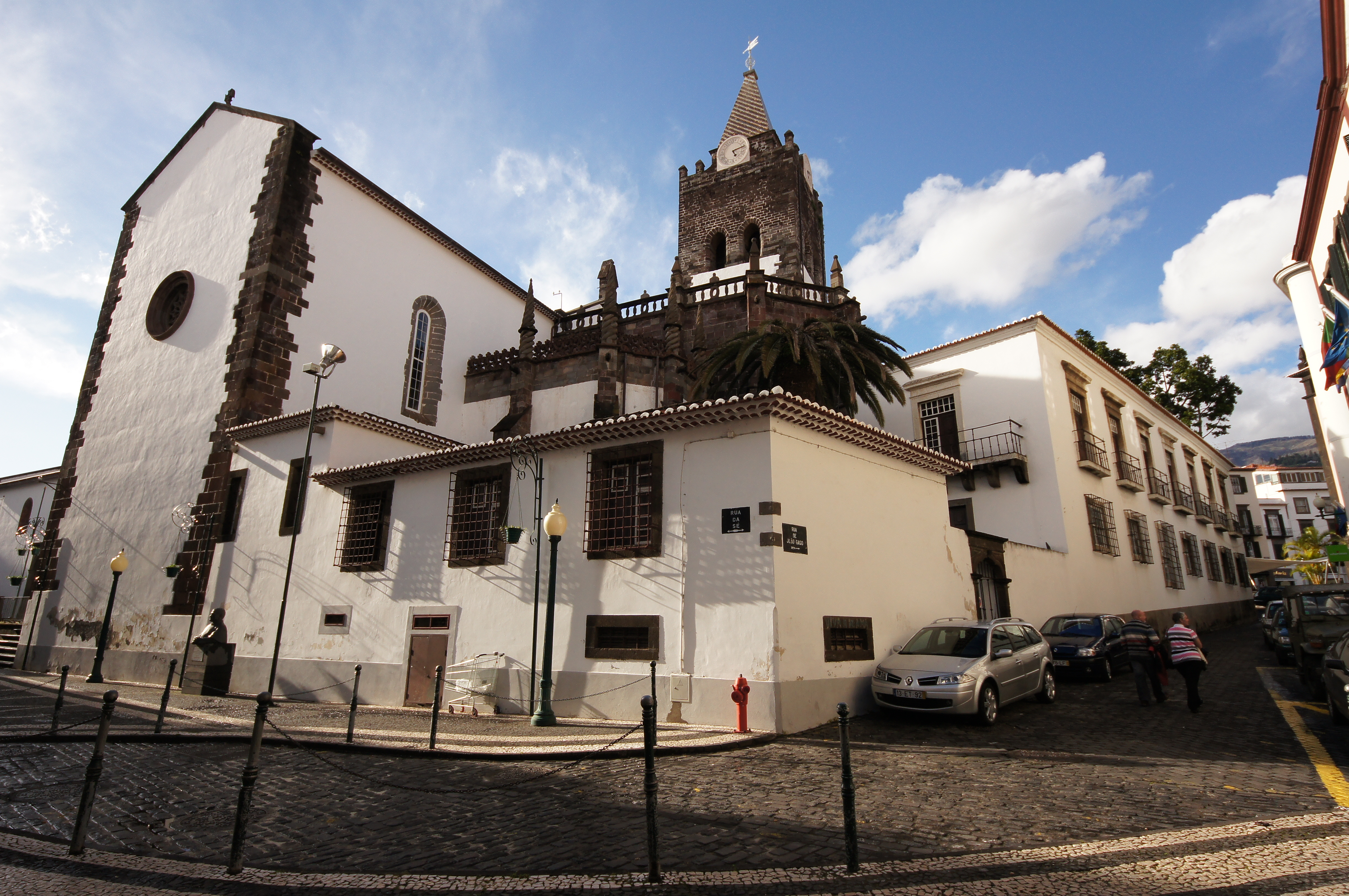
كاتدرائية فُنشال